# クレルモン伯

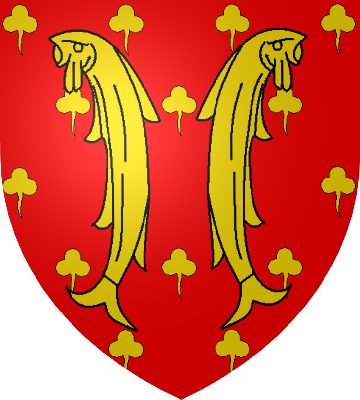
クレルモン伯の紋章

クレルモン伯（フランス語: comte de Clermont）は、フランスの伯爵位。

## 名称
クレルモンという地名はフランス各地にあり、クレルモン教会会議が行われたオーヴェルニュのクレルモン（現クレルモン＝フェラン）がよく知られるが、この伯爵領があったのは北フランス、ピカルディーのクレルモンタン＝ボーヴェーズィー（Clermont-en-Beauvaisis）であり、正しくはクレルモンタン＝ボーヴェーズィー伯（comte de Clermont-en-Beauvaisis）という。

## 歴史
フランス王フィリップ2世は、1218年にブロワ伯ティボー6世からクレルモンを買収すると、3番目の王妃アニェス・ド・メラニーの息子でルイ8世の異母弟であるフィリップ・ユルプルに与えた。フィリップ・ユルプルの息子と娘に受け継がれた後は跡継ぎがなく、再び王領として接収されるが、ルイ9世が息子ロベールに与え、以後ロベールの子孫の家系であるブルボン家に伝えられた。

## ブルボン家のクレルモン伯
- ロベール （1268年 - 1317年） - フランス王ルイ9世の息子。ブルボン家の祖。
- ルイ1世 （1317年 - 1327年、1331年 - 1342年） - ロベールの息子。ブルボン公に叙された。

以後シャルル3世まで、ブルボン家の歴代ブルボン公もしくはその嗣子によって継承される。

## 備考
ブルボン朝期に、ブルボン家支流ブルボン＝コンデ家のコンデ公ルイ3世の息子ルイ・ド・ブルボン＝コンデ（1709年 - 1771年）が「クレルモン伯」の称号を有していたが、これはロレーヌのクレルモンタン＝アルゴンヌ（Clermont-en-Argonne）に由来するクレルモンタン＝アルゴンヌ伯（comte de Clermont-en-Argonne）であり、上記とは異なる。